# 簗田持助 (室町時代)
簗田 持助（やなだ もちすけ）は、室町時代後期の武将。足利氏（古河公方）の家臣。下総国水海城（現在の茨城県古河市）主。

## 経歴
応永29年（1422年）、簗田満助の子として誕生。鎌倉公方・足利持氏から偏諱を賜り、持助を名乗る。
永享10年（1438年）、永享の乱の際、持助は父の命を受けて、甥にあたる持氏の4男・永寿王丸（後の足利成氏）を鎌倉から脱出させると、父ゆかりの水海城へと退いて再起の期を待った。父・満助は持氏に従い死去した。
宝徳元年（1449年）、成氏が許されて鎌倉公方として鎌倉に入ると出仕する。その際、奏者として成氏の補佐役を務めており、宝徳2年（1450年）には武蔵国品川の豪商・鈴木道胤宛てに出された蔵役免除の御教書を成氏の名で発給している。その一方で、持助は関東管領上杉氏の重臣長尾氏伝来の所領を成氏の命令を奉じて没収しようとしたため、長尾景仲・太田資清が成氏打倒を画策、難を逃れた成氏と長尾氏・太田氏の間で江ノ島で軍事衝突（江の島合戦）を引き起こす原因を作った。
康正元年（1455年）に成氏が上杉氏や今川範忠によって鎌倉を追われると、軍を率いて自らの根拠地の近くである古河に成氏を避難させ、以後、成氏は「古河公方」を名乗る。その後、持助は関宿城を築いた子・成助と共に周辺の反対派勢力や上杉氏との戦いや千葉氏の内紛などに参加して古河公方の勢力を関東の北部から東部にかけての一帯に広げることに成功した（享徳の乱）。
文明14年（1482年）、死去。茨城県古河市の安禅寺に持助の墓と伝わる「寿祥塔」がある。